# Fraga (bosque)

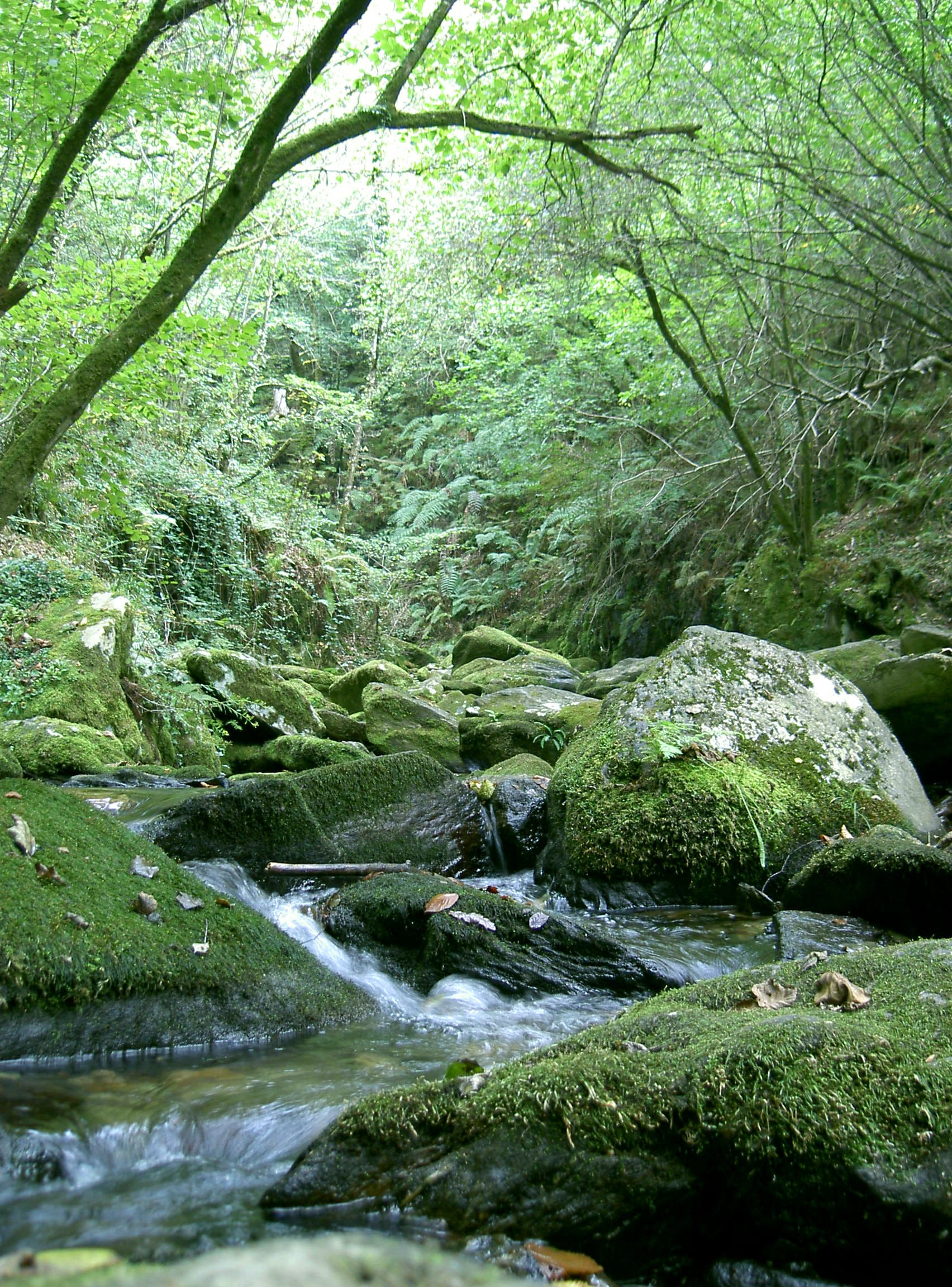
Ejemplo de fraga en Galicia: las Fragas del Eume

Una fraga es una extensión cerrada de monte por lo general aislada y de difícil acceso, poblada por diversas especies caducifolias. Se trataría de un bosque o una foresta virgen, que por lo general se refieren al bosque atlántico, del que hoy sólo quedan pequeñas manchas a causa de la acción humana.
La RAE recoge dos acepciones de la voz «fraga»: 1. «breñal» y 2. «Entre madereros, madera inútil que es necesario cortar para que las piezas queden bien desbastadas en la primera labra». En el uso común, breñal se emplea para designar el terreno poblado por maleza, cuando es irregular y de difícil tránsito y aprovechamiento, y fraga, para las áreas boscosas casi inalteradas y de difícil acceso por lo cerrado de la espesura. A veces el término fraga se refiere simplemente a un bosque mixto o a una arboleda silvestre cerrada y en ámbitos no científicos, se emplea en forma amplia, aunque incorrecta, como bosque primario.

## Etimología
La palabra fraga, según la RAE, deriva del latín tardío fraga, plural de fragum, 'lugar quebrado y escarpado', y este derivado regresivo del latín fragrōsus 'quebrado, escarpado'. Otros aducen vendría de fracta, del verbo frangere.

## Características de las fragas gallegas

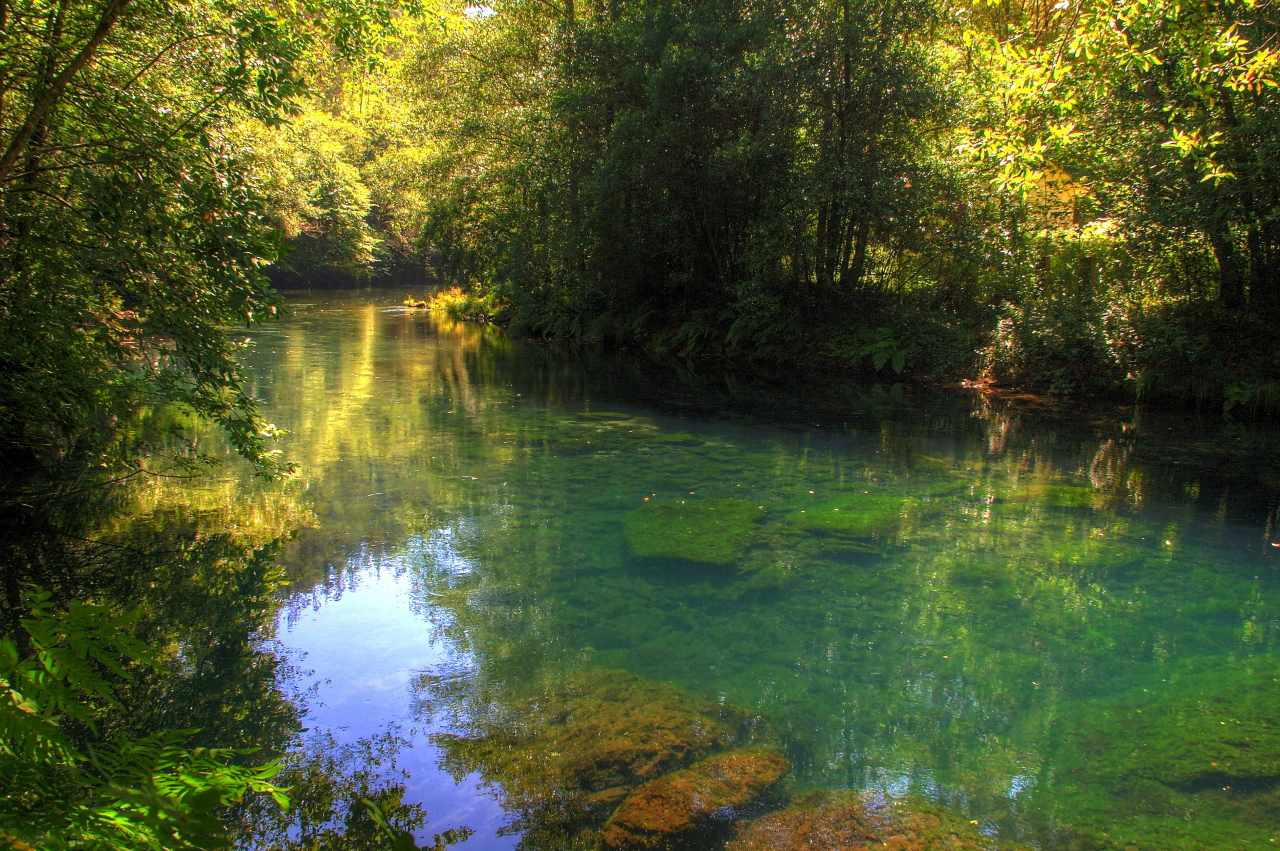
Otra vista de las Fragas del Eume

La fraga es una formación original boscosa originaria de la mayor parte de Galicia y de la Europa atlántica, que se extendería desde el sur de Escandinavia hasta el Norte de Portugal. Consiste en bosque mixto caducifolio, de hoja ancha, bosque atlántico u oceánico del que hoy en día quedan pocos reductos. Por lo general coincide con las zonas de clima atlántico templado.
En general son casi bosques primarios, originales, muy poco tocados por la mano del hombres, que fueron poco explotados o fragmentados. Sería lo que se denomina fase clímax en la sucesión ecológica de los ecosistemas. La sucesión produce ecosistemas cada vez más estables y más resistentes a las perturbaciones, por lo que a menudo se describe como un proceso de maduración. El estado más o menos ideal al que apuntan los cambios de sucesión del ecosistema se llama clímax.
No todos los bosques antiguos son primarios; se llaman secundarios o regenerados de hace mucho tiempo de un bosque antes destruido, significativamente modificado o explotado por el hombre. Estos no alcanzan el grado de biodiversidad, es decir, la riqueza de especies, de los bosques primarios. Las áreas de bosques primarios son ahora muy raras en el mundo. En Galicia, a pesar de que las fragas son abundantes, solamente se podría hablar de formación primaria en ejemplos como las Fragas del Eume, cerca de Puentedeume, bosques de muy difícil acceso y no modificados por el hombre.
Se caracterizan por su espesura, por la abundancia de especies con mucho ramaje que impiden que la luz solar llegue al suelo, manteniendo de esta forma la humedad y la temperatura casi constante, permitiendo la vida de muchas especies vegetales y animales, un ecosistema de alta biodiversidad. El árbol es generalmente un Quercus (carballo).

### Flora
Las fragas son generalmente ejemplos de la fase clímax del bosques atlántico europeo y se distinguen por sus ecosistemas de elevada biodiversidad, especialmente en lo que respecta a la flora. Además, lo que permite la formación de las fragas gallegas es la cantidad y calidad de sus ríos y arroyos, con corrientes de agua caudalosas, junto a los que también medran unas riberas sombrías y húmedas y se preservan una amplia colección de hierbas, musgos, helechos y  líquenes, algunos de gran tamaño, que representan unas de las joyas más valiosas de estos bosques.
Es común que el árbol dominante sea un Quercus (carballo). De acuerdo con la altitud de la zona y las condiciones del suelo, dominará el carballo común o el alcornoque (más termófila). El carballo es el indicador de la salud de la fraga: los ejemplares más longevos existen en las zonas que sufrieron una menor presión humana. Otro árbol dominante es generalmente el castaño, que hasta no hace mucho tiempo se creía que había sido introducido por los romanos pero que en estudios paleopolínicos recientes se comprobó que es una especie autóctona. Por lo general, roba terreno al carballo gracias a medrar más rápidamente y proporcionar fruta para el consumo humano. El abedul es otra especie mayoritaria, y ocupa dos tipos de espacios: las áreas tradicionales de bosque de ribera y zonas marginales donde los carballos fueron perdiendo distribución, y donde medran rápidamente. En algunas fragas de las montañas de Lugo se encuentran el carballo albar y hayas. En un estrato arbustivo aparecen muchas veces el acebo, el espinero, el peral silvestre, el ceral silvestre y el endrino. Son árboles menos comunes el tejo, que por la acción humana, ya es muy escaso en Galicia, excepto en las montañas orientales; el manzano silvestre, ya es muy raro, y el a serval de los cazadores, que aparece solamente en zonas altas.
En las zonas termófilas, donde es común que domine el Alcornoque mediterráneo, se encuentra el carballo cerquiño, madroño, incluso encinas en las áreas de mayor influencia mediterránea.
Los árboles típicos de las fragas a menudo quedan relegados al bosque de ribera o bosque túnel en las zonas más antropizadas. En las riberas el árbol dominante es el alno (también llamado aliso común), que soporta bien las situaciones de anegamiento, ya que se sustentan en las márgenes de los canales impidiendo su arrastre por las crecidas. El aliso es el árbol dominante de los ríos gallegos por excelencia. También son comunes los sauces, el fresno y el arce. En algunos casos se encuentran olmos o álamos, como en las Fragas del Eume. Formando un segundo estrato se encuentran avellana, principalmente en la proximidad de los cursos de agua; el laurel (especie mediterránea abundantes en los ríos de Galicia), y el saúco.

## Etnografía
Galicia es una tierra donde abundan las leyendas y la magia, sostenidas por los misterios que esconden estos microclimas húmedos, oscuros y llenos de brumas. Al igual que en la mayor parte de Europa, muchos de los cuentos populares tienen lugar en las fragas, en carballeiras y bosques oscuros. Los elementos típicos son los árboles viejos como los carballos, las nieblas, el molino, los candiles, el lobo, el hombre lobo, los fantasmas, la Santa Compaña, las meigas, los trasnos y los espíritus en general.
La novela El bosque animado de Wenceslao Fernández Flórez, transcurre en la fraga carballeira de Cecebre en la provincia de La Coruña. Tiene una adaptación al cine de José Luis Cuerda en la década de 1980 (El bosque animado) y otra de animación en 2011 (O bosque animado).
También designa, como topónimo, muchos lugares en Galicia. También es un apellido abundante.

## Ejemplos de fragas en Galicia
La fraga más extensa y conocida de Galicia son las Fragas del Eume, en Puentedeume, en la provincia de La Coruña, declaradas parque natural en el año 1997 y también Lugar de Importancia Comunitaria. El bosque está encajado en un valle cerrado y profundo, por el que corre el río Eume. También se encuentra un elemento de gran interés cultural: el monasterio de Caaveiro, edificio medieval del siglo X.
El bosque tradicional atlántico se conservó en buenas condiciones en las laderas de las montañas en todo su esplendor hasta el año 2012, siendo considerado uno de los mejores bosques atlánticos termófilos del continente europeo. A pesar de tener la flora típica de las fragas, existen raras especies de helechos que habitaban la tierra hace millones de años, y también destacan algunas especies de animales endémicas o en peligro de extinción, como pequeños anfibios y reptiles, como la salamandra, incluso especies más grandes, como el lobo o varias aves de rapiña.
A pesar de las figuras de protección asignadas al parque, el eucaliptal que rodea el parque por las cumbres de los oteros amenaza seriamente la biodiversidad de la fraga. Pero el peor enemigo fue el fuego. El 31 de marzo de 2012 un incendio quemó más de 1.000 hectáreas, incluyendo el corazón del parque y unas 200 hectáreas de alto valor ecológico.
También se deben nombrar la Fraga del Mandeo (en la provincia de La Coruña), las fragas del río Landro (en Vivero), las fragas del río Belelle y la Fraga de Catasós (en Lalín, en la provincia de Pontevedra).

## Otras fragas en el mundo

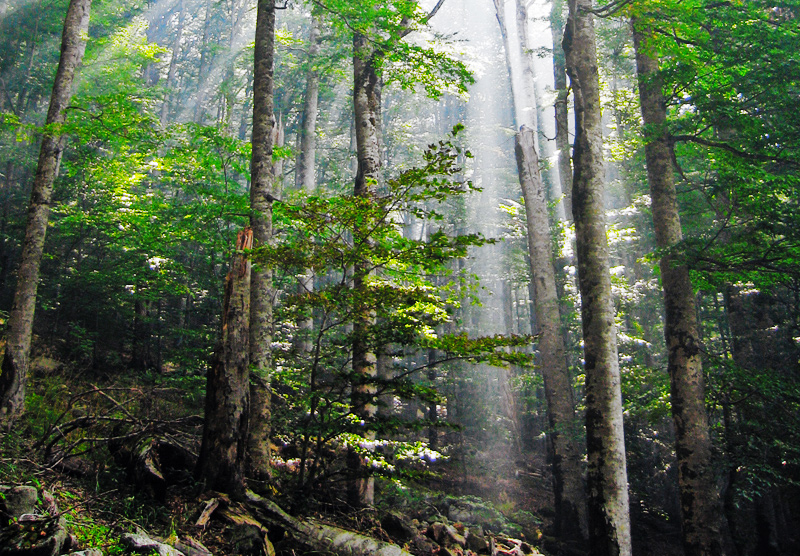
Fraga en el Parque nacional de Biogradska Gora, Montenegro, siendo en este caso el haya europea la especie dominante.

Las fragas se encuentran en otras partes de la Europa atlántica como la costa francesa o en las islas británicas, e incluso en la Europa continental serían lo que se llaman bosques de hoja ancha, caducifolio o mixto. También aparecen estos bosques templados en partes de Norteamérica (Nueva Inglaterra) y Nueva Zelanda. A pesar de que las especies son muy similares a las de Galicia, se encuentran otras diferentes, o dominan otras. Diferentes especies de Quercus sp. (carballos) pueden ser dominante. Igualmente aparecen otras especies de Betula sp. (abedul común), de Acer sp. (arces), carpes o tilos. El haya (Fagus sylvatica) es un árbol dominante en muchas fragas de Europa, pero no es común en Galicia. Además en las zonas boreales y de alta montaña se encuentran coníferas mezcladas con especies caducifolias. Así aparecen diferentes especies de pinos (Pinus sp.), laricios (Larix sp) y abetos (Abies sp. ou Picea sp).